# فيار دي سانتوس
بلدية فيار دي سانتوس (بالإسبانية: Villar de Santos) هي بلدية تقع في مقاطعة أورينسي التابعة لمنطقة غاليسيا شمال غرب إسبانيا.

## الديموغرافيا
بلغ عدد سكان بلدية فيار دي سانتوس 942 نسمة عام 2011 (وفقاً للمعهد الوطني للإحصاء الإسباني).
| 1.058 | 1.028 | 1.001 | 1.011 | 1.002 | 991 | 942 |